# Coronula
Coronula és un gènere de crustacis cirrípedes toràcics de la família Coronulidae. Són ectoparàsits comensals del cetacis Mysticeti. En general s'enganxen a les callositats d'aquests cetacis, normalment al cap o al pit.

## Taxonomia
El gènere Coronula inclou dues espècies actuals i diverses fòssils:
- Coronula diadema (Linnaeus, 1767)
- Coronula reginae Darwin 1854